# Distretto di Dausa
Il distretto di Dausa è un distretto del Rajasthan, in India, di 1 316 790 abitanti. È situato nella divisione di Jaipur e il suo capoluogo è Dausa.